# Lore (album)
Lore è un album in studio del gruppo musicale irlandese Clannad, pubblicato nel 1996.

## Tracce
1. Croí Cróga – 5:00
2. Seanchas – 4:56
3. A Bridge (That Carries Us Over) – 4:32
4. From Your Heart – 5:14
5. Alasdair MacColla – 2:13
6. Broken Pieces – 4:53
7. Tráthnóna Beag Aréir – 6:38
8. Trail of Tears – 5:17
9. Dealramh Go Deo – 5:05
10. Farewell Love – 4:44
11. Fonn Mhárta – 3:32